# بطولة العالم لسباق الدراجات على الطريق 1965
بطولة العالم لسباق الدراجات على الطريق 1965 هي الدورة ال38 من بطولة العالم لسباق الدراجات على الطريق، أجريت في سان سباستيان، إسبانيا.

## برنامج المسابقات
رجال
- سباق الطريق ضد الساعة.
- سباق الطريق ضد الساعة للفرق.

سيدات
- سباق الطريق المداري.

## النتائج النهائية
| المسابقة              | ذهبية                         | فضية                   | برونزية               |
| --------------------- | ----------------------------- | ---------------------- | --------------------- |
| الرجال                |                               |                        |                       |
| سباق الطريق ضد الساعة | توم سيمبسون (المملكة المتحدة) | رودي آلتيج (FRG)       | Roger Swerts (بلجيكا) |
| الفريق البطل          | إيطاليا                       | إسبانيا                | فرنسا                 |
| السيدات               |                               |                        |                       |
| سباق الطريق المداري   | Elisabeth Eicholz (GDR)       | إيفون رايندرز (بلجيكا) | Aino Pourenen (URS)   |